# Ханнерсдорф
Ханнерсдорф (нем. Hannersdorf) — посёлок (нем. Gemeinde) в Австрии, в федеральной земле Бургенланд. 
Входит в состав округа Оберварт.  Население составляет 804 человека (на 31 декабря 2005 года). Занимает площадь 17,1 км². Официальный код  —  10906.

## Политическая ситуация
Бургомистр коммуны — Эрих Вердеритс (СДПА) по результатам выборов 2007 года.
Совет представителей коммуны (нем. Gemeinderat) состоит из 15 мест.
- СДПА занимает 8 мест.
- АНП занимает 7 мест.